# Georges Warocqué
Georges Warocqué, né le 29 octobre 1860 au domaine de Mariemont à Morlanwelz et mort le 22 octobre 1899 à Pékin, est un industriel et homme politique belge.

## Biographie
Georges Warocqué est le fils ainé d'Arthur Warocqué et de Marie-Louise Orville. Sous-lieutenant au 2e régiment de chasseurs à pied à Mons, il se fiance à 19 ans avec Jeanne Parmentier, fille d'Edmond Parmentier et d’Élisabeth van Hoegaerden, leur mariage a lieu en 1882 scellant ainsi l'union des deux riches familles industrielles. À la mort de son père, il quitte l'armée et devient administrateur des houillères de Mariemont et de Bascoup en 1884-1885.
En 1886, il est élu député du parti libéral à la Chambre des représentants pour l'arrondissement de Thuin et occupe ce poste jusqu'en 1898. Il est également élu bourgmestre de Morlanwelz en 1887, comme avant lui son père, son grand-père et son oncle, et après lui son frère.
Passionné de chasse, de chevaux de courses, d'orchidées et de jeu, il dépense énormément et, encore plus après la mort de sa fille Valérie en 1893. Il doit recourir à des emprunts pour faire face à ses dettes de jeu mais ne parvient pas à rembourser et n'évite la faillite que grâce à l'action de son frère, Raoul, qui rachète tout son patrimoine. Celui-ci vend également les chevaux de courses, les orchidées, des terrains et bois, et pour plus de 900 000 francs d'actions pour apurer les dettes de son frère.
Continuant à jouer, il est placé sous tutelle financière puis, il est envoyé à Pékin, en fin d'année 1898, à la tête d'une mission de prospection pour la société de recherche minière, dont son frère est actionnaire. Il meurt prématurément des suites d'une bronchite à l'âge de 38 ans, en octobre 1899. Ses obsèques ont lieu le 20 janvier 1900, à Mariemont, devant une foule nombreuse,.